# يوهان هورفاث
يوهان هورفاث (بالألمانية: Johann Horvath)‏ (20 مايو 1903 – 30 يوليو 1968) لاعب كرة قدم نمساوي راحل كان يجيد اللعب في خط الهجوم .
لعب طوال مسيرته الرياضية في أندية سيميرينغر (1920-1927) رابيد فيينا (1927-1930) فاكر فيينا (1930-1933) فيينا (1933-1935) سيميرينغر (1935-1940).
مثل منتخب النمسا في 46 مباراة مسجلا 29 هدف (1924-1934). شارك مع منتخب النمسا في بطولة كأس العالم 1934 في إيطاليا حيث احتل المركز الرابع.

## وصلات خارجية
- يوهان هورفاث على موقع الاتحاد الدولي (مؤرشف)  (الإنجليزية)
- يوهان هورفاث على موقع قاعدة بيانات كرة القدم.إي يو (الإنجليزية)
- يوهان هورفاث على موقع ناشيونال فوتبول تيمز (الإنجليزية)
- يوهان هورفاث على موقع كووورة
- سيرة ذاتية